# Jeziora Raduńskie
Jeziora Raduńskie – zespół jezior rynnowych na Pojezierzu Kaszubskim, w powiecie kartuskim (województwo pomorskie), położony na obszarze Kaszubskiego Parku Krajobrazowego. Jeziora Raduńskie zajmują obszar głębokiej rynny polodowcowej przez którą przepływa rzeka Radunia. W szerokim aspekcie pod hasłem tym rozumie się wszystkie jeziora "Kółka Raduńskiego", w węższym natomiast jedynie akwen dwóch największych: Raduńskiego Dolnego i Raduńskiego Górnego – przedzielonych Bramą Kaszubską. Połączony akwen jezior Raduńskich wespół z okolicznymi Wzgórzami Szymbarskimi jest nazywany również Szwajcarią Kaszubską.